# Frank Wormuth
Frank Wormuth (Berlino Ovest, 13 settembre 1960) è un allenatore di calcio ed ex calciatore tedesco, di ruolo difensore.

## Carriera

### Giocatore
Ha giocato nella seconda divisione tedesca con il Friburgo e l'Hertha Berlino.